# Herbert Lundh
Herbert Theodor Lundh (Stoccolma, 5 febbraio 1901 – 28 agosto 1988) è stato un insegnante, storico e politico svedese.

## Biografia
Fu amanuens presso la Biblioteca dell'Università di Uppsala negli anni 1926-1929 e poi lavorò come insegnante presso l'Istituto scolastico Lundell (Lundellska läroverket) del quale divenne preside nel 1932, posizione che ricoprì fino al 1967. Fu attivo politicamente come membro del consiglio della cattedrale di Uppsala dal 1944 al 1961 e membro del consiglio comunale di Uppsala dal 1943 al 1960. Negli anni 1942-1944 fu anche parlamentare per il Partito Moderato, come membro della Seconda camera del Riksdag.
Pubblicò varie decine di titoli sulla storia di Uppsala.
In italiano firmò venticinque voci per l'Enciclopedia Treccani, relative a personalità e tematiche riferibili ai regni di Svezia, Norvegia e Danimarca. Sono comprese nelle lettere B-C-D e furono pubblicate negli anni 1930-1931.
Herbert Lundh è sepolto nel cimitero vecchio di Uppsala.

## Opere
- Le opere catalogate in Svezia sono reperibili sull'OPAC della Biblioteca nazionale svedese con una ricerca per autore 'Lundh, Herbert'.
- Le voci comprese nell'Enciclopedia italiana sono consultabili online sul sito Treccani online, tramite ricerca 'Herbert Theodor Lundh'.